# 原田 (富士市)
原田（はらだ）は、静岡県富士市の大字。丁番を持たない単独町名である。住居表示は実施されていない。郵便番号は417-0852。
東部ブロック・原田地区に属する。

## 地理
市の中央部に位置し、南北に長い町域を有する。中央を東名高速道路が東西に通り、高速道路以北は比較的農地が多い。高速道路以南は多くの部分が宅地化されているほか、岳南鉄道岳南線が通る南部には、複数の製紙工場が存在する。東は比奈や間門、西は今泉や富士見台などと接している。

## 歴史
古くは富士郡原田村であった。原田村は現在の原田、今泉四丁目、宇東川東町、宇東川西町、富士見台に当る。
永禄2年（1559年）6月8日の今川義元判物（永明寺文書）に「富士郡原田郷」とみえ、慶長14年（1609年）8月13日の富士郡下方之内原田村御検地帳（旧原田村役場文書）がある。
- 1889年（明治22年）3月1日 - 原田村、三ツ沢村が合併し原田村が発足。
- 1955年（昭和30年）2月11日 - 新設合併により生れた新・吉原市の一部となる。
- 1966年（昭和41年）11月1日 - 新設合併により生れた富士市の一部となる[7]。

## 世帯数と人口
2021年（令和3年）1月1日現在の、世帯数と人口は以下の通りである。
| 町丁 | 世帯数    | 人口    |
| ---- | --------- | ------- |
| 原田 | 1,942世帯 | 4,716人 |

## 小・中学校の学区
市立小・中学校に通う場合、学区は以下の通りとなる。
| 町丁 | 町内会 | 小学校                 | 中学校                 |
| ---- | --- | ---------------------- | ---------------------- |
| 原田 | 宇東川町2・3、宇東川本町、西滝川町、南滝川町、東滝川町、北滝川町、 原田町1・2・3・4、原田本町、吉原中島町1・2、三ツ沢町1 | 富士市立原田小学校     | 富士市立吉原第三中学校 |
| 原田 | 中比奈町3 | 富士市立吉永第一小学校 | 富士市立吉原第三中学校 |
| 原田 | 富士見台4東 | 富士市立富士見台小学校 | 富士市立吉原北中学校   |

## 古跡・伝説

### 鏡石
現在、老人ホームとなっている「鑑石園」の敷地内に「鏡石」という石がある。1423年（応永30年）に常陸国真壁郡小栗村から逃げ延びてきた豪族の小栗判官満重が、妻の照天姫を妙善寺にかくまっている間、姫は湧き水の中にあるこの石に、姿を映して身だしなみを整えたと伝えられている。
大正年間に編纂された『原田村誌』は鏡石について、「原田字滝上ニアリ　伝説ニ小栗判官満重ノ妻照手ノ姿ヲウツシタルモノナリト云フ　今吉永村ニ分水ノ起点ニアリ　思フニ妙善寺ニ満重愛馬ノ骨ヲ埋メタリト云ヒ古昔当地ヲ藤沢村ト称ヘ寺ヲ藤沢山ト云フ　満重ノ妻女照手相州藤沢寺ニ入リテ尼トナリソノ墓アリト云フ　彼此因ナキニシモアラズ」と説明している。

## 交通

### 道路
- 東名高速道路
- 静岡県道22号三島富士線（根方街道）

### 路線バス
- 富士急静岡バス

### 鉄道
- 岳南電車岳南線岳南原田駅

## 施設
- 原田まちづくりセンター
- 吉原原田郵便局
- JA富士市原田支店
- 日本製紙パピリア原田工場
- 五條製紙本社工場
- 望月紙業
- 小野製紙
- ヤマト運輸富士原田センター
- 富士市立吉原北中学校
- 富士市立原田小学校
- 富士市立第三保育園
- 富士市立原田幼稚園
- みのる幼稚園
- 認定こども園富士見台リズム
- 永明寺
- 妙善寺
- 滝川神社
- 滝川山神社
- 五社神社
- 稲荷神社
- 飯森浅間神社
- 原田公園
- 原田町公園
- かがみ石公園
- アキちゃん公園
- 鎧ヶ淵親水池公園
- 吉原中島児童遊園
- 宇東川児童遊園
- 滝川第2公園